# 若耶溪
若耶溪，今名平水江，又因后汉刘宠离任绍兴太守时受附近老人集资馈赠又称刘宠溪，唐代徐季海来此称五云溪，是中國浙江省紹興市境內的一條河流，它發源於若耶山，發源之處原為一口深潭，現為平水江水庫。其附近有平水銅礦，《越绝书》載“若耶之溪涸而銅出”，相傳歐冶子就是在這裡為越王鑄造寶劍。若耶溪自南向北流淌。流經大禹陵後分成兩支，一支經會稽山橋注入鏡湖，一支向北入海。
山陰道、若耶溪，這兩個地理事物在唐代獲得了前所未有的關注，贾岛曾有詩：“地必寻天目，溪仍住若耶”。許多文人墨客在這裡留下了千古名句，比較有名的有綦毋潜的《春泛若耶溪》，王籍的《入若耶溪》，李白的《送王屋山人魏万还王屋》等。

## 相关资料
《欽定古今圖書集成·方輿彙編·山川典·若耶溪部》，出自陈梦雷《古今圖書集成》
 《若耶溪》| 小作品圖示 | 这是一篇與浙江相關的小作品。您可以编辑或修订扩充其内容。 |